# Framing Armageddon
Framing Armageddon - Something Wicked Part 1 är det amerikanska heavy metal/power metal-bandet Iced Earths åttonde studioalbum, och är den första delen av två konceptalbum om bandets maskot Set Abominae. Till albumet Something Wicked This Way Comes gjorde bandet en trilogi låtar som de kallade "Something Wicked Trilogy", det är den historien de bygger ut, med hela första delen (Prophecy), och halva andra delen (Birth of the Wicked) av albumet.
Albumet släpptes 7 september 2007 av skivbolaget Steamhammer (SPV).
Låten "Ten Thousand Strong" var med på singeln "Overture of the Wicked" som släpptes sommaren 2007. Där fanns även en nyinspelning av originaltrilogin.
Framing Armageddon - Something Wicked Part 1 är bandets första studioalbum med sologitarristen Troy Seele och trummis Brent Smedley, som aldrig tidigare hade spelad på ett Iced Earth-studioalbum under sina tidigare stint med gruppen. Tim "Ripper" Owens gör sitt sista uppträdande som sångare i Iced Earth på detta album. Det var också basisten Dennis Hayes första medverkande på ett Iced Earth-album.

## Låtlista
1. "Overture" (instrumental) – 2:24
2. "Something Wicked Part 1" – 5:02
3. "Invasion" (instrumental) – 1:00
4. "Motivation of Man" – 1:34
5. "Setian Massacre" – 3:48
6. "A Charge to Keep" – 4:24
7. "Reflections" – 1:50
8. "Ten Thousand Strong" – 3:56
9. "Execution" – 1:27
10. "Order of the Rose" – 4:51
11. "Cataclysm" (instrumental) – 1:30
12. "The Clouding" – 9:18
13. "Infiltrate and Assimilate" – 3:48
14. "Retribution Through the Ages" – 4:32
15. "Something Wicked Part 2" (instrumental) – 2:59
16. "The Domino Decree" – 6:36
17. "Framing Armageddon" – 3:40
18. "When Stars Collide (Born is He)" – 4:17
19. "The Awakening" (instrumental) – 2:01

Alla texter: Jon Schaffer / Musik: Jon Schaffer (spår 1–19), Tim Mills (spår 7), Tim Owens (spår 16)

## Medverkande
Musiker (Iced Earth-medlemmar)
- Jon Schaffer – gitarr, basgitarr, bakgrundssång
- Tim Owens – sång
- Brent Smedley – trummor, bakgrundssång

Bidragande musiker
- Todd Plant, Patina Ripkey, Debbie Harrell, Kathy Helm, Jason Blackerby – bakgrundssång
- Troy Seele – sologitarr (spår 5, 6, 10, 12, 14, 17)
- Tim Mills – rytmgitarr (spår 7)
- Dennis Hayes – basgitarr (spår 7, 12)
- Jim Morris – sologitarr (spår 16), bakgrundssång
- Howard Helm – keyboard, hammondorgel, bakgrundssång
- Steve Rogowski – cello

Produktion
- Jim Morris – producent, ljudtekniker
- Jon Schaffer – producent
- Felipe Machado Franco – omslagsdesign, omslagskonst
- Nathan Perry – omslagskonst